# Провідна (страхова компанія)
«ПРОВІДНА» — українська страхова компанія, заснована у 1995 році, головний офіс котрої знаходиться у місті Київ. Власник СК «ПРОВІДНА» — європейський інвестор з Нідерландів — компанія International Insurance Consortium B.V. (їй належить більш ніж 99,99 % акцій СК «ПРОВІДНА»). Станом на початок 2022 року в компанії працюють більш ніж 2000 співробітників, які територіально знаходяться у 24 філіях та 22 Центрах клієнтського сервісу по всій Україні.
Згідно з даними незалежних рейтингів, страхова компанія «ПРОВІДНА» входить в:
- ТОП-10 (згідно з фінансовим рейтингом на сайті «Oh.ua Страхування»[3]) в категорії обов'язкового автострахування ОСАГО, та туристичного страхування;
- ТОП-20 (за «народним» рейтингом страхових компаній України на сайті Finance.ua[4]);
- ТОП-15 рейтингу на сайті banker.ua[5] в різних категоріях за версією Форіншурер.

З початком повномасштабного вторгнення Росії в Україну, співробітники СК «ПРОВІДНА» тимчасово переходили на дистанційний режим роботи, а крім цього власники СК «ПРОВІДНА» подбали про те, щоб ті співробітники компанії, які вимушено виїжджали в більш безпечні регіони України, мали змогу продовжувати і надалі працювати в будь-якій з філій компанії.
Станом на 4 жовтня 2022 року страхова компанія «ПРОВІДНА» пропонує своїм клієнтам 80 страхових продуктів, розробляє нові страхові продукти, актуальним українцям під час війни, та адаптує вже чинні, щоб вони були більш актуальними в сучасних умовах.